# Юрій Тарогович
Юрій (або Юря) Тарогович відомий, як Юрят-Рогович, Гюрят Рогович або Юрій Рагуїлович (роки життя — невідомі) — новгородець, який розповів і зі слів якого чернець-літописець Сильвестр в 1071 році записав відомості про деякі історичні події і про особливості клімату Югорської землі.
Імовірно син новгородського посадника Рагуїла (?). Нестор Літописець пише в «Повісті временних літ» (бл. 1110—1118) про збір новгородськими ратниками данини у племені югра, що живе за річкою Печорою в «північних країнах», що говорить невідомою мовою: «Се же хочю сказати, яже слышах прежде сих четырех лет, я же сказа ми Юря Тарогович Новгородец, глаголя яко послах отрок мой в Печру по дань, иже дают тамо живящеи Новугороду. И пришед тамо, и оттуда иде с нами в Югру…». І далі слідує оповідання